# Jan de Zeeuw

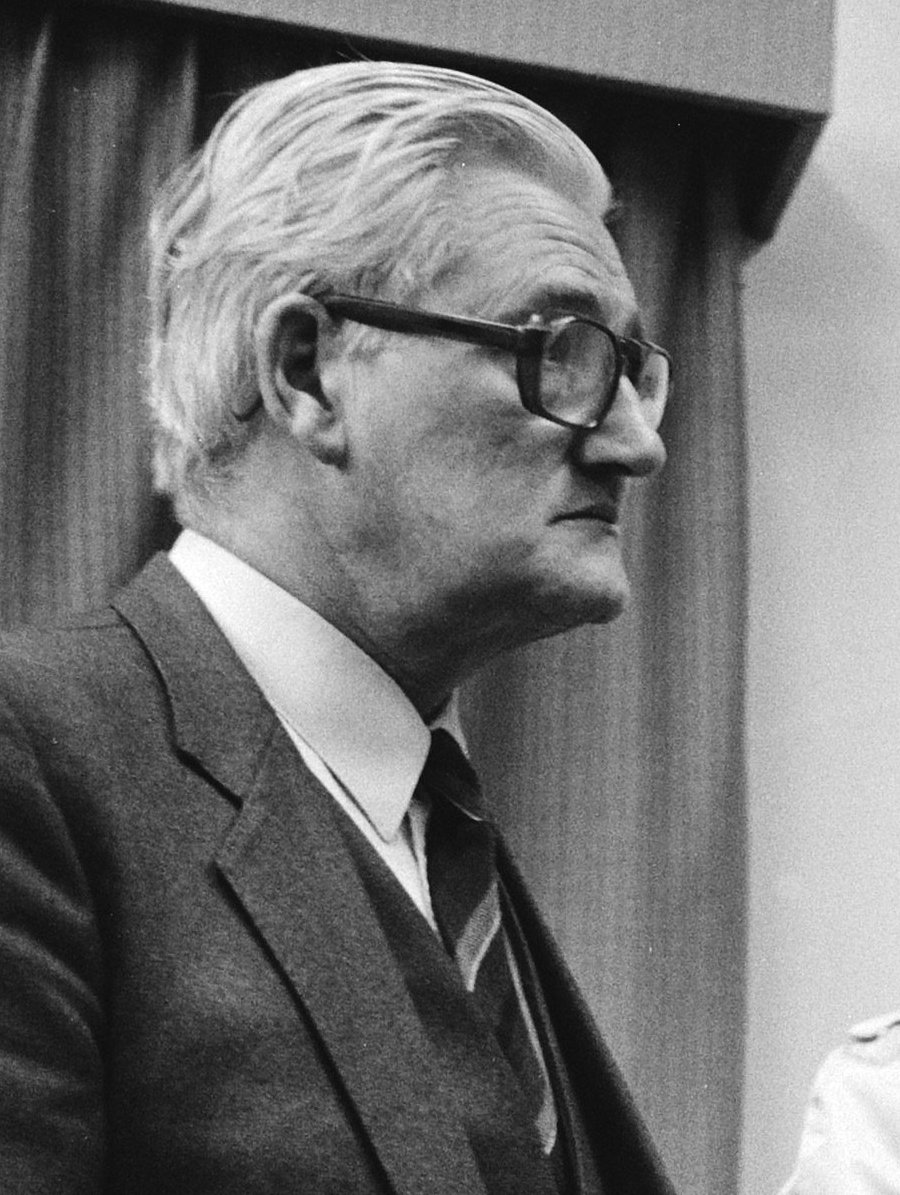
Burgemeester J.G. de Zeeuw (1982)

Jan Gerrit de Zeeuw (Rijsoord, 15 mei 1921 – 12 juli 2008) was een Nederlands politicus van de ARP en later het CDA.
Hij werd geboren in de gemeente Ridderkerk waar zijn opa, J.G. de Zeeuw (1865-1931), toen de burgemeester was. In 1934 zou ook zijn vader, J.G. de Zeeuw (1897-1970), burgemeester worden en wel van Numansdorp en Klaaswaal. Zelf was hij aan het begin van zijn loopbaan werkzaam bij de gemeentesecretarie van Klaaswaal en tijdens de Tweede Wereldoorlog was hij betrokken bij het verzet. Later bracht hij het tot hoofdcommies bij de gemeentesecretarie van Mijnsheerenland voor hij in juni 1973 benoemd werd tot burgemeester van Ouderkerk aan den IJssel. In 1979 werd hij daarnaast waarnemend burgemeester van Gouderak. Die twee gemeenten fuseerden op in januari 1985 waarop hij de burgemeester werd van de fusiegemeente Ouderkerk. In juni 1986 ging De Zeeuw met pensioen en midden 2008 overleed hij op 87-jarige leeftijd.